# João Sassetti
João Vicente de Freitas Branco Sassetti (22. januar 1892 – 28. maj 1946) var en portugisisk fægter som deltog i de olympiske lege 1920 i Antwerpen, 1928 i Amsterdam og 1936 i Berlin.
Sassetti vandt en bronzemedalje i fægtning under OL-1928 i Amsterdam. Han var med på det portugisiske hold som kom på en tredje plads i disciplinen kårde bagefter Italien og Frankrig.